# Обреж-Виводинський
45°38′ пн. ш. 15°25′ сх. д. / 45.64° пн. ш. 15.42° сх. д.
Обреж-Виводинський (хорв. Obrež Vivodinski) — населений пункт у Хорватії, у Карловацькій жупанії у складі міста Озаль.

## Населення
Населення за даними перепису 2011 року становило 84 осіб.
Динаміка чисельності населення поселення: